# Fujieda
Fujieda (藤枝市, Fujieda-shi) est une ville de la préfecture de Shizuoka, au Japon.

## Géographie

### Situation
Fujieda est située dans le centre de la préfecture de Shizuoka.

### Municipalités limitrophes
| Shimada | Shizuoka | Shizuoka |
| Shimada | Fujieda  | Shizuoka |
| Shimada | Yaizu    | Yaizu    |

### Démographie
En août 2019, la population de Fujieda était de 144 900 habitants, répartis sur une superficie de 194,06 km2.

### Climat
Fujieda a un climat subtropical humide avec des étés chauds et humides, et des hivers relativement frais. La température annuelle moyenne est de 14,7 °C. Les précipitations annuelles moyennes sont de 2 569 mm, septembre étant le mois le plus humide.

## Histoire
Pendant l'époque d'Edo, une grande partie de la région actuelle de Fujieda appartenait au domaine de Tanaka et son château faisait partie des fortifications périphériques de Sunpu (aujourd'hui Shizuoka). La ville s'est également développée sous le nom de Fujieda-juku, une station de la route Tōkaidō reliant Edo à Kyoto.
Avec la mise en place du système de municipalités modernes à la restauration de Meiji, Fujieda-juku est devenue le bourg de Fujieda dans le district de Shida. La gare de Fujieda sur la ligne principale Tōkaidō ouvre en 1889, contribuant au développement de la zone.
Le 31 mars 1954, Fujieda fusionne avec le bourg d'Aoshima et quatre villages voisins pour former la ville de Fujieda. Le village de Setoya est intégré le 15 février 1955 et le village de Hirohata le 1er avril 1957. Le 1er janvier 2009, le bourg voisin d'Okabe fusionne avec Fujieda.

## Économie
Productions agricoles de la ville : thé vert, shiitakes, fraises, riz.
Les activités industrielles de la ville sont l'industrie agroalimentaire et le travail du bois.

## Culture locale et patrimoine
- Château de Tanaka

## Transports
La ville est desservie par la ligne principale Tōkaidō à la gare de Fujieda.

## Symboles municipaux
- Cettia diphone (oiseau) ;
- Glycine (inflorescence) ;
- Pin (arbre).

## Jumelage
Fujieda est jumelée avec :
- Penrith (Australie)
- Yangju (Corée du Sud)

## Personnalités liées à la ville
- Shizuo Fujieda (1907-1993), écrivain
- Kunio Ogawa (1927-2008), écrivain
- Makoto Hasebe (né en 1984), footballeur
- Yoshiharu Horii (né en 1953), footballeur